# Kosti Katajamäki
Kosti Katajamäki (1977. február 26. –) finn raliversenyző.

## Pályafutása
2001-ben N csoportos-, 2005-ben A csoportos finn ralibajnok volt.
2001-ben, hazája versenyén debütált a világbajnokság mezőnyében. 2002 és 2005 között a junior rali-világbajnokság értékelésében indult. Ez időszak alatt egy győzelmet szerzett és több alkalommal ért célba dobogós helyen.
2006-ban öt világbajnoki futamon állt rajthoz a Stobart Ford csapatában. A svéd ralin hatodikként ért célba megszerezve első abszolút világbajnoki pontjait. Pontszerző volt a török versenyen is, végül hét pontjával a tizennegyedik helyen zárta az összetett értékelést.

## Külső hivatkozások
- Hivatalos honlapja Archiválva 2010. február 7-i dátummal a Wayback Machine-ben
- Profilja az ewrc.cz honlapon